# Tkvartsjeli (district)
Tkvartsjeli (Abchazisch: Тҟәарчал араион, Tkvartsjal araion; Georgisch: ტყვარჩელის რაიონი, Tkvartsjelis raioni; Russisch: Ткварчелский район, Tkvartsjelisky rajon) is een district in het noordwesten van Georgië, gelegen in de feitelijk afgescheiden autonome republiek Abchazië.
Het district heeft een oppervlakte van 552,7 km² en had 16.420 inwoners in 2023, waarvan de meerderheid etnisch Georgisch was. Het bestuurlijk centrum is de stad  Tkvartsjeli.

## Georgische en Abchazische interpretatie
Het district Tkvartsjeli werd in 1995 door de separatistische autoriteiten van de de facto onafhankelijke republiek Abchazië opgericht op territorium dat tot dan toe tot de districten Otsjamtsjire en Gali behoorde. De Georgische bestuurswet kent het district Tkvartsjeli niet.

## Demografie
Op 1 januari 2023 telde het district Tkvartsjeli 16.431 inwoners.
| District Tkvartsjeli | 14.777 | 16.012 | 16.420 |  |  |  |  |  |  |  |  |  |  |  |
| |        |        |        |  |  |  |  |  |  |  |  |  |  |  |
| Tkvartsjeli | 4.786  | 5.013  | 5.018  |  |  |  |  |  |  |  |  |  |  |  |
| Verantwoording data: 1926-1989, volkstellingen 2003 en 2011, jaaropgave 1 januari 2023. Noot: De Abchazische cijfers vanaf 1994 worden niet erkend door Georgië. |        |        |        |  |  |  |  |  |  |  |  |  |  |  |

### Etniciteit
Anno 2022 bestond de bevolking van Tkvartsjeli voor bijna twee derde uit etnisch Georgiërs (62,4%), hiervan was een gedeelte van Mingreelse afkomst. De Abchaziërs waren met 32,0% de tweede bevolkingsgroep, gevolgd door Russen (3,4%).
| Abchaziërs                                                                 | 37,8% | 32,0% | 32,0% |
| Georgiërs                                                                  | 55,2% | 62,4% | 62,4% |
| Russen                                                                     | 4,9%  | 3,4%  | 3,4%  |
| Verantwoording data: Ethno Kavkaz, Abchazisch Staatscomité voor Statistiek |       |       |       |

## Administratieve onderverdeling
Het district Tkvartsjeli is volgens de Abchazische autoriteiten administratief onderverdeeld in 11 dorpsbesturen (Администрации сел, Administratsii sel) met in totaal 41 nederzettingen. Daarnaast is er een stad (Город, Gorod), het bestuurlijk centrum Tkvartsjeli.

## Vervoer
Het gemeentelijk centrum Tkvartsjeli is met de rest van Abchazië verbonden door de nationale route Sh9 naar Otsjamtsjire.